# María Luisa Elío
María Luisa Elío Bernal (Pamplona, 17 de agosto de 1926-Ciudad de México, 17 de julio de 2009) fue una escritora, actriz y guionista española. Tras la derrota republicana en la guerra civil y pasar un periodo breve por Francia, su familia se exilió en México, donde Elío vivió el resto de su vida. Escribió la idea original y el guion de la única película que recoge la experiencia directa de los exiliados del 39, la cual también protagonizó como actriz. Pertenece al grupo de escritoras españolas en el exilio.

## Biografía

### Primeros años: antes del exilio
María Luisa Elío nació en Pamplona el 17 de agosto de 1926. Era la menor de las tres hijas de Luis Elío Torres, abogado de familia navarra nacido en Tarragona, y Carmen Bernal López de Lago, ama de casa y originaria de Mazarrón (Murcia). 
Antes de la Segunda República Española y durante parte de ella, el padre fue juez municipal y presidente de los Jurados Mixtos de Trabajo en Pamplona. El 19 de julio de 1936 fue detenido en su casa, en presencia de su mujer y sus hijas, pero pudo huir de la comisaría y vivir escondido en Pamplona en diferentes localizaciones los tres años que duró la Guerra Civil Española. Luis Elío refiere este encierro en su testimonio Soledad de ausencia. Entre las sombras de la muerte (México, UNAM, 1980; Pamplona, Pamiela, 2001). A finales de 1939 lo ayudaron a cruzar la frontera francesa, asistido por un mugalari, porque él apenas podía caminar después de haber vivido tres años encerrado. Al llegar, nadie lo esperaba para recogerlo en el lugar acordado, y Luis Elío se vio forzado a entregarse a la policía. Pasó un tiempo en el campo de concentración de Gurs, hasta que pudo reunirse finalmente en París con su familia.
Tras la aprehensión del padre, la madre y las tres hijas se pusieron de camino a Valencia, donde doña Carmen tenía familia, dando un rodeo por Francia. Fueron, sin embargo, detenidas en Elizondo y estuvieron retenidas allí durante tres meses. Pasado este tiempo consiguieron cruzar la frontera y llegar a Valencia, pero la retirada del gobierno republicano de esta ciudad las obligó a huir a Barcelona. Al sufrir allí el gobierno republicano una nueva derrota, cruzaron la frontera por el paso de Le Perthus en dirección a París.
Durante estos años, la familia recibiría en tres ocasiones la noticia de la muerte del padre, aunque ninguna de ellas era cierta. En 1940 se pudieron reunir al fin con Luis en París, y el 16 de febrero de ese mismo año zarparon juntos desde El Havre rumbo a México, a bordo del buque De Grasse.

### Exilio y vida cultural en México
El 19 de marzo de 1940 llegaron a México. Les esperaba una pequeña casa en la colonia del Valle gracias a la gestión de Indalecio Prieto. El amigo de la familia, al mismo tiempo, estaría poniéndolos en una situación extremadamente delicada ya que en esta casa se escondió parte del tesoro del Vita, y los Elío sirvieron como tapadera para ocultar las actividades que se llevaban a cabo en la vivienda. El secretismo con el que tuvieron que vivir los primeros años limitó las relaciones de la familia con otras familias de exiliados. Esto lo cuenta María Luisa en Voz de nadie. 
La separación de Carmen y Luis en 1941 fue muy dolorosa para María Luisa y sus hermanas. El padre se traslada a Acapulco y las hijas se quedan con Carmen. Ambos progenitores vivieron continuas complicaciones económicas el resto de sus vidas. Carmen Bernal consiguió trabajo en la JARE desde 1941 hasta 1945, donde colaboró en la organización de distintas instituciones educativas y se ocupaba de hacer llegar a otras familias de exiliados recién llegados a México las prestaciones económicas de la Junta. 

### Formación y primeras actuaciones
María Luisa estudió el bachillerato en la academia Hispano-Mexicana, subvencionada por la JARE, que seguía el sistema educativo de la Institución Libre de Enseñanza. En esos años estuvo envuelta en proyectos escénicos del Instituto Nacional de Bellas Artes, de la mano de la escritora y actriz Magda Donato, republicana exiliada y hermana de Margarita Nelken. Comenzó como actriz con la obra La vida es sueño de Calderón de la Barca.Tras tres años del arribo a México, apareció en películas comerciales de ámbito nacional, si bien con papeles modestos, como en Escuela de señoritas. Se especializó estudiando arte dramático en la academia del reconocido director japonés Seki Sano, refugiado de la Segunda Guerra Mundial. Versado en las teorías de Stanislavski y Meyerhold, Sano intentó revolucionar el teatro mexicano.  Con el tiempo María Luisa Elío fue la primera actriz del grupo experimental vanguardista "Poesía en voz alta", que contaba entre sus integrantes o colaboradores a Octavio Paz, Juan José Arreola, Leonora Carrington y Juan Soriano. En esos años, encontró en el teatro "la mejor de las formas de vida", según comentó en una entrevista con Elena Poniatowska. 

### La películaEn el balcón vacío
En 1954 se casó con un hijo de exiliados, José Miguel García Ascot (Jomí), director de cine y escritor que formó parte del grupo mexicano Nuevo cine. María Luisa y Jomí participaron activamente en la vida cultural de México. Además de con sus compañeros de exilio y generación —en particular Ramón Xirau, Emilio García Riera y José de la Colina—, tuvieron relación con autores mexicanos como Carlos Fuentes, Juan Rulfo, Juan García Ponce, Salvador Elizondo y, más tarde, con la pintora Susana Noriega; y mantuvieron una profunda amistad lso colombianos Gabriel García Márquez y Álvaro Mutis, el cubano Eliseo Diego y el poeta español de la Generación del 27 Emilio Prados. Aunque no destacó por su involucración política, Elío formó parte de la génesis del Movimiento español de 1959, la respuesta antifranquista de la segunda generación de exiliados en México.  
En 1959 la joven pareja se trasladó a Cuba, después de que a Jomí le ofrecieran trabajo como director de cine en el Instituto Cubano de Arte e Industria Cinematográfica. Durante los tres meses que vivió en Cuba, Elío convivió con Eliseo Diego, Alejo Carpentier, Julián Orbón, Cintio Vitier, Fina García Marruz, Lezama Lima, Ángel Gaztelu y cuantos colaboraban en la revista Orígenes. Allí escribiría Elío la idea original de la película En el balcón vacío así como otros relatos hiperbreves o microrrelatos.
El guion vería la luz en 1961, cuando Jomí ya había regresado a México meses después que María Luisa. Elío, además de autora, fue coprotagonista de la película, dirigida por Jomí. En la adaptación del texto colaboró también Emilio García Riera. Se trata de una propuesta de cine independiente de muy bajo presupuesto, grabada en una cinta de 16 mm, en la que se narra la experiencia de la guerra civil y del exilio desde el punto de vista de una niña. Los actores que aparecen en la película eran amigos que pertenecían, como María Luisa y Jomí, a la segunda generación de españoles exiliados en México. Es la única película sobre el exilio republicano español producida en su totalidad por los propios exiliados. En ella se incluyen, además, imágenes inéditas del exilio. Recibió el premio Fipresci de la Crítica del Festival Internacional de Locarno en su decimosexta edición y el Jano de Oro del Festival de Sestri-Levante.

### Dedicatoria deCien años de soledad
Entre sus amistades, la más notoria es con García Márquez, quien le dedicó Cien años de soledad, su obra cumbre, a ella y a su esposo por entonces. Según comenta el autor laureado "En la noche venían a vernos Álvaro Mutis y su mujer, María Luisa Elío y Jomí García Ascot, que vivían muy cerca; traían whisky, pollo y papas, y bebíamos y hablábamos del libro".Pero las conversaciones continuaron más allá de las visitas a casa. Elío recuerda que 
[Gabo] me solía llamar [y] me decía: 'Te voy a leer un trocito, a ver qué te parece'. Y me leía un trocito. Me llamaba y me decía: 'Te voy a explicar cómo van vestidas las tías. ¿Qué más les pondrías tú? ¿De qué color te parece que sea el traje?' Y hablábamos. O me decía: 'Fíjate que esta palabra la he puesto aquí pero no sé qué quiere decir. ¿Tus tías lo decían? Porque mis tías sí'. Y así. Era una maravilla. Nos la pasábamos hablando por teléfono.
El autor colombiano recuerda que nunca tuvo dudas, desde sus primeras visitas, para dedicarles el libro.Según cuenta el biógrafo del premio Nobel:
Entre los oyentes del aedo de Aracataca había uno insaciable, la española María Luisa Elío, quien logró que aquel le contara durante tres o cuatro horas la novela completa. Cuando el escritor le refirió la historia del cura que levita, su oyente salió del encantamiento y le lanzó la primera pregunta de incredulidad:
—Pero, ¿levita de verdad, Gabriel?
Entonces él le dio una explicación todavía más fantástica:
—Ten en cuenta que no estaba tomando té, sino chocolate a la española.
Al ver a su oyente subyugada, le preguntó si le gustaba la novela, y María Luisa simplemente le contestó:
—Si escribes eso, será una locura, una maravillosa locura.

—Pues es tuya —le dijo él.

### Viaje a Pamplona
Aunque había viajado a Europa en ocasiones anteriores, Elío se había prometido no volver a su ciudad natal mientras su padre viviera. En 1970, tras la muerte de don Luis en 1968, visita Pamplona en compañía de su hijo Diego, por primera vez desde su partida en 1936.
Pero la ciudad que había añorado durante tantos años ya no es la misma, y ella tampoco. El regreso supone para ella una gran decepción —tal y como había imaginado cuando escribió En el balcón vacío—, y por ello decide acortar el tiempo de la visita. En Tiempo de llorar (1988) narra la experiencia de este viaje y reflexiona acerca de la imposibilidad del retorno. Después de este primer viaje regresaría varias veces a España y a Pamplona, en una de estas ocasiones, acompañada de sus hermanas. 
La obra Cuaderno de apuntes en carne viva (1995) continúa el camino que inició en Tiempo de llorar, pero incluye, además, otras narrativas hiperbreves dedicadas a otros temas. La sección "Locura", por ejemplo, adscrita a un contexto de sanación mental, recoge microtextos reflexivos sobre cada una de las etapas del encierro en una casa de reposo. En esta obra se incluyen la primera narrativa hiperbreve llevada a la gran pantalla y la primera serie de microtextualidades adaptadas en un guion cinematográfico.

## Obra publicada
Aunque la producción de Elío es escasa, ha dejado una huella como paradigma de los exilios. Tiempo de llorar y Cuaderno de apuntes fueron publicadas por su hijo Diego García Elío en su editorial El Equilibrista. En los años cincuenta, publicó cuentos en medios periodísticos como el suplemento "México en la Cultura" del diario Novedades y la Revista de la Universidad. También hizo lecturas de sus cuentos ("De las señoras", "Del miedo y del recuerdo") en el Ateneo Español de México. [cita requerida]

### Narrativa
- Tiempo de llorar (Ediciones El Equilibrista, 1988, México)
- Cuaderno de apuntes en carne viva (Ediciones El Equilibrista, 1995, México)
- Tiempo de llorar y otros relatos (Editorial Turner, 2002, España) (agotada y publicada en 2022 en la Universidad Nacional Autónoma de México)
- Voz de nadie (Ediciones El Equilibrista 2017, México)
- Tiempo de llorar. Obra reunida (Editorial Renacimiento 2021, España)

### Guion cinematográfico
- En el balcón vacío (1961)

### Cameos literarios
María Luisa Elío ha aparecido como personaje dentro de diferentes narrativas literarias, práctica conocida como "cameo literario". Una de las más reseñables resulta Los años con Laura Díaz (1999) de Carlos Fuentes, donde el autor mexicano la presenta como la "exiliada preferida" y "la más interesante presencia femenina en el Jockey Club de los años cuarenta". También aparece como la protagonista de dos cuentos de Salvador Elizondo, "La puerta" (2000) y "Allá…" (2012). Su vida inspiró algunos rasgos de la novela La bomba de San José (2012) de Ana García Bergua, así como la obra de teatro Regresar es irse, de Amaranta Osorio, que aborda el exilio republicano en México. Además, algunas composiciones de Jomí García Ascot, Salvador Elizondo y Eliseo Diego están dedicadas a Elío.

## Estilo y temática
La escritura de María Luisa Elío se caracteriza por su carácter autobiográfico e intimista. La experiencia del exilio y la búsqueda de la identidad propia tras el desarraigo son su principal fuente de inspiración y el eje vertebrador de toda su obra.
Debido a la temprana edad con la que Elío abandonó España junto a su familia, la niñez ocupa también un lugar central en sus obras. La autora reflexiona en torno a la infancia; una infancia mitificada y entendida como el estadio vital en el que aún no se tiene desarrollada la concepción del paso del tiempo. Cuando aparece la nostalgia y la necesidad de recordar lo que se ha perdido, la infancia termina. También son recurrentes en sus páginas las consideraciones en torno a la naturaleza del recuerdo, y el papel de la memoria como fuente de creación artística y vía de reconstrucción de la realidad individual.
La patria perdida se concibe como lugar perdido en el tiempo más que como espacio geográfico. En su obra, España es un lugar al que es imposible volver, puesto que la España que se añora sólo existe en la memoria. A la culminación del deseo del retorno le siguen la decepción y el sufrimiento. Así lo describe en Tiempo de llorar, novela que comenzó a escribir un día antes de partir en su primer viaje a Pamplona en 1970; pero también en En el balcón vacío, escrita años antes de que este regreso se hiciera realidad.
Se trata de una literatura experimental de gran diversidad textual, que comparte rasgos de la novela y la prosa poética, lo que hace que no resulte sencillo adscribir sus obras a un género concreto. En su mayoría, las obras de Elío no fueron escritas con la intención de ser publicadas. Voz de nadie, obra que culmina el ciclo iniciado en Tiempo de llorar, fue publicada póstumamente por su hijo Diego. 
Destaca en ellas los numerosos saltos de la voz narrativa, como espejo de la disociación. Abunda el uso del monólogo interior, lo que la acerca al subgénero del diario íntimo. Pero en ocasiones ésta voz en primera persona se desdobla en una tercera persona que se contempla a sí misma desde fuera. 
En su película En el balcón vacío estos rasgos característicos de la autoficción y la literatura del yo se mantienen gracias a una voz en off —la voz de la propia Elío— que narra la historia, y a través de la cual se expresan los sentimientos de la protagonista.

## Labor de recuperación
- En 1999 tuvo lugar la primera proyección de En el balcón vacío en España, con motivo de unas jornadas dedicadas al tema del exilio celebradas en Alcalá de Henares.
- El 14 de febrero de 2007 le fue concedida a María Luisa Elío la Condecoración de la Orden de Isabel la Católica.
- En la labor de recuperación de su obra, resulta fundamental la biografía de Eduardo Mateo Gambarte: María Luisa Elío Bernal. La vida como nostalgia y exilio, editada en 2009 por la Universidad de la Rioja. Mateo Gambarte es su principal biógrafo y difusor cultural.
- En 2018, se amplía la difusión de su memoria con la botadura de la biblioteca pública de Barañáin (Navarra) con su nombre.[2]
- En 2020, Páginas de espuma publica Vindictas. Cuentistas latinoamericanas, donde incluye Socorro Venegas y Juan Casamayor incluyen la sección "Locura". En 2021 la editorial Renacimiento publicó la obra reunida, bajo el título de Tiempo de llorar, prólogo de Soledad Fox Maura, donde se incluye el guion cinematográfico de En el balcón vacío. En 2022 la UNAM volvió a editar Tiempo de llorar y otros relatos, que llevaba tiempo agotada.